# 和顺线
和順線（：／ Hwasun seon */?）是位于韩国全罗南道和顺郡的一条已废弃的铁路，由大韩石炭公社管理，线路自和顺站起始，至福巖站终止。在1986年废止。

## 路线资料
- 路线距离：11.4km
- 轨间距离：1435mm
- 车站数：4
- 复线区间：全线单线
- 电化区间：无

## 历史
- 1942年：开通该路线。
- 1982年6月10日：线路废止。

## 车站分布
| 车站名   | 朝鲜语站名 | 车站间距（km） | 累计距离（km） | 连接路线 |
| 和顺站   | 화순역     | 0.0            | 0.0            | 庆全线   |
| 南和顺站 | 남화순역   | 2.0            | 2.0            |          |
| 壮东站   | 장동역     | 5.2            | 7.2            |          |
| 福巖站   | 복암역     | 11.4           | 11.4           |          |